# ヴィーラント・ワーグナー
ヴィーラント・ワーグナー（ドイツ語: Wieland Wagner, 1917年1月5日 - 1966年10月17日）は1951年からその死に至るまでバイロイト音楽祭を主宰した事で知られるドイツの演出家。

## 経歴
リヒャルト・ワーグナーの一人息子で自身も作曲家・指揮者だったジークフリートと、その妻ヴィニフレートの長男として、バイロイトに生まれた。ヴィーラントは幼少時から祖父に似て演劇や舞台装置への関心を示し、当時ワーグナー家の邸宅『ヴァーンフリート荘』に出入りしていたアドルフ・ヒトラーにも可愛がられていたという。
1934年、父ジークフリートの歌劇『怠け者』上演の際、舞台装置を担当、ナチス時代のバイロイト音楽祭では音楽祭芸術監督ハインツ・ティーティエンのもとで舞台美術を担当していたエミール・プレトリウスの助手をつとめ、演出家としての修行を積んでいる。ヴィーラントの修行時代は第二次世界大戦たけなわの時期にあたるが、ヴィーラントはワーグナー家の嫡孫として兵役が免除されており、リヒャルト・シュトラウスに師事して楽曲分析を学び、ギリシア悲劇や精神分析の勉強に没頭する事が許されていた。
この時期に得た知識や教養が戦後ヴィーラントがいわゆる『新バイロイト様式』を確立する際、大きなバックボーンとなった。
戦後、ナチ協力者として音楽祭の運営から身を引いた母ヴィニフレートに代わり、ヴィーラントとヴォルフガングの兄弟で音楽祭の運営に当たる事になる。1951年に音楽祭は再開され、この年ヴィーラント演出、クナッパーツブッシュ指揮の『パルジファル』がお目見えするが、聴衆はヴィーラント演出の舞台に戸惑いを隠さなかった。ヴィーラント演出の舞台はリヒャルト・ワーグナーが音楽祭を創設して以来、コジマ、ジークフリートの時代を経て母ヴィニフレートの時代まで引き継がれてきた（そして他のどの歌劇場でも主流だった）写実的な舞台を完全に放棄していたからである。
ヴィーラントが演出した『パルジファル』は大きな円盤のみが舞台上に置かれ、それ以外の装置は舞台上にまったく置かれていなかった（この様を見た指揮のクナッパーツブッシュが『舞台の準備がまったく出来ていない』と怒り出した逸話がある）。場面の転換は舞台照明のみで行なわれ、演出が積極的にオペラ解釈の領域に踏み込むというヴィーラントの演出は賛否両論を巻き起こしたものの、『新バイロイト様式』の影響を受ける演出家が増えるとともに、オペラのト書き通りの場面を作り、音楽をなぞるだけの演技をすれば良しとする自然主義的上演はすたれていく事になる。
1966年、ヴィーラントはミュンヘンで急逝し、音楽祭の運営は弟のヴォルフガングが引き継ぐ事になる。

## その仕事と演出
1956年の『ニュルンベルクのマイスタージンガー』第2幕の場合、ト書きではニュルンベルクの街並みを再現するはずが、舞台上には石畳を暗示する演壇とザックスとボーグナーの家を表す椅子、菩提樹を表す球塊という具合に簡素化された舞台に当時の評論家は『ニュルンベルクなき「マイスタージンガー」』と評したという。
1962年の『トリスタンとイゾルデ』でヴィーラントは、深層心理の側面からこの作品を解釈しようとする手法を試み、ユングの心理学を援用した演出を行なう。例えば第1幕では船の船首を暗示するオブジェが置いてあるのみで、あとは照明のみに語らしめるという極めて観念的な解釈を提示した。
死の前年に当たる1965年に演出した『ニーベルングの指環』の序夜『ラインの黄金』では、ライン川の川底の金塊が土偶のようなオブジェで表象され、第1夜『ワルキューレ』ではフンディングの家が樹木と岩石がとぐろをまいた形に作られ、第2夜『ジークフリート』ではミーメの洞窟が動物の臓器の内部のように、第3夜『神々の黄昏』ではギービフング族の場内の壁が月面のクレーターのようになっており、動物の頭蓋骨までかけてあるという趣向で、『指環』の登場人物の心象風景を表したという。
ヴィーラントはリヒャルト・ワーグナーの楽劇を、例えばシェイクスピアの劇がそうであるように、時代や風土を超越した形で上演・受容されるべきだという思惑（バイロイトがナチス・ドイツの宣伝に利用されたという過去を『消毒』するという意味からも）を抱いており、彼の演出はそうした思惑の投影であったという事もできる。ヴィーラントはバイロイト以外でもドイツ各地のオペラ・ハウスで演出を手がけており、手がける作品もワーグナーに止まらず、『フィデリオ』、『カルメン』、『アイーダ』、『オテロ』、『エレクトラ』『サロメ』など多岐にわたっている。